# マーク・オークランド
マーク・オークランド（Marc Okrand、英語発音: [mɑɹk ˈoʊkɹænd]、1948年7月3日生まれ）は、アメリカ合衆国の言語学者。クリンゴン語の作者として知られる。

## 生涯

### 言語学
オークランドはアメリカ州の先住民族の言語を研究した。1970年にカリフォルニア大学サンタクルーズ校の学士の学位を取得した。1977年に書いたカリフォルニア大学バークレー校の博士論文は、カリフォルニア州北中央部海岸地帯でかつて話されていたが、現在は死語になっている Mutsun 語（英語版、コスタノ語族に属する）の文法に関するものであった（マリー・ハースの指導）。
オークランドはカリフォルニア大学サンタバーバラ校の学部で1975年から1978年まで言語学を教えた。1978年にワシントンD.C.のスミソニアン博物館の奨励金を受けて、カリフォルニアの先住民の言語を研究した。
その後、オークランドはNCI（全米クローズドキャプション協会）に職を得て、聴覚障害者がテレビを観るための最初のクローズドキャプションのために働いた。2013年に退職したときに、オークランドは NCI のライブ・キャプションの監督のひとりであり、バージニア州アーリントン郡にある WSC Avant Bard （もとワシントン・シェークスピア・カンパニー）の社長であった。WSC は 2010年に「クリンゴン語によるシェークスピアの夕べ」の公演を計画した。
2001年にオークランドはディズニー映画「アトランティス 失われた帝国」のためにアトランティス語を創作した。

### スタートレック
1982年のアカデミー賞のためのクローズドキャプションの調整中に、オークランドは映画「スタートレックII カーンの逆襲」のプロデューサーに会った。最初の仕事は「スタートレックII」のバルカン人の言語のアフレコだった（すでに映画は英語で撮り終えていた）。それから、オークランドはパラマウント映画に雇われてクリンゴン語を開発し、「スタートレックIII ミスター・スポックを探せ!」および「スタートレックV 新たなる未知へ」での演技指導を行った。2009年にはふたたび映画「スター・トレック」のために雇われ、ロミュラン人とバルカン人の言語指導を行った。同映画のためのクリンゴン語の会話も作成したが、映画からはカットされた。「スター・トレック イントゥ・ダークネス」にもかかわったが、ポストプロダクションの作業のみであった。
オークランドはクリンゴン語に関する3冊の著書がある。
- The Klingon Dictionary (1985)
- The Klingon Way (1996)
- Klingon for the Galactic Traveler (1997)

共著でクリンゴン語オペラ「’u’」のリブレットを書いている。このオペラは2010年秋にハーグで初演された。
クリンゴン語の「tlh」は、なじみにくい音だが、英語の方言や、北および中央アメリカの先住民の言語では一般に見られるもので、通常 tl、tł、ƛ のように転写される無声歯茎側面破擦音 [t͡ɬ] であり、「ナワトル」という語の「トル」にもあらわれる。オークランド自身もクリンゴン語を話すことはできるが、本人よりずっと流暢に話す人がいることに驚いているという。